# Parazumia carinulata
Parazumia carinulata är en stekelart som först beskrevs av Spinosa 1851.  Parazumia carinulata ingår i släktet Parazumia och familjen Eumenidae. Inga underarter finns listade i Catalogue of Life.